# 69 î.Hr.

## Nașteri
- Cleopatra (Cleopatra a VII-a Filopator), 39 ani, regină și faraon al Regatului Ptolemeic din Egipt (d. 30 î.Hr.)

## Decese
- dată necunoscută: Iulia Caesaris (soția lui Marius)  (n. 130 î.Hr.)